# Bosanski Petrovac
Bosanski Petrovac (kyrilliska: Босански Петровац) är en ort i kommunen Bosanski Petrovac i kantonen Una-Sana i nordvästra Bosnien och Hercegovina. Orten ligger cirka 49 kilometer sydost om Bihać. Bosanski Petrovac hade 3 427 invånare vid folkräkningen år 2013.
Av invånarna i Bosanski Petrovac är 75,11 % bosniaker, 22,67 % serber, 0,53 % muslimer, 0,38 % bosnier och 0,26 % kroater (2013).